# Angry Birds (computerspel)
Angry Birds is een computerspel, ontwikkeld door het Finse Rovio Entertainment, waarin spelers met een katapult boos kijkende vogels moeten lanceren om, in wankele constructies verschanste, groene varkens te vernietigen.
Het spel is voor het eerst op de markt gekomen in december 2009 voor het Apple iOS-platform en Maemo en is meer dan 100 miljoen keer verkocht in de App Store. Het succes zette Rovio ertoe aan om het spel ook te produceren voor andere smartphoneplatformen, waaronder Android en Symbian. Angry Birds is ook beschikbaar voor pc en PlayStation Portable.

## Hoofdstukken
| Hoofdstuk | Level Pack            | Uitgavedatum                                       | Levels         |
| --------- | --------------------- | -------------------------------------------------- | -------------- |
| 1         | Poached Eggs          | 11 december 2009                                   | 63             |
| 2         | Mighty Hoax           | 11 februari 2010                                   | 42             |
| 3         | Danger Above          | 11 april 2010                                      | 45             |
| 4         | The Big Setup         | 18 juli 2010                                       | 45             |
| 5         | Ham 'Em High          | 23 december 2010                                   | 48             |
| 6         | Mine and Dine         | 16 juni 2011 24 augustus 2011                      | 45             |
| 7         | Birdday Party         | 11 december 2011 11 december 2012 11 december 2013 | 45             |
| 8         | Bad Piggies           | 9 oktober 2012 7 maart 2013                        | 45             |
| 9         | Red's Mighty Feathers | 3 juli 2013 16 september 2013                      | 30             |
| 10        | Short Fuse            | 26 november 2013 4 maart 2014                      | 45             |
| F         | Flock Favorites       | 22 juli 2014                                       | 15             |
| 11        | BirdDay 5             | 12 december 2014                                   | 30             |
| S         | Surf and Turf         | 20 maart 2012 9 oktober 2012                       | 45             |
| G         | Golden Eggs           | 6 april 2010                                       | 31 (32 op iOS) |

## Platforms
De versies voor verschillende platformen werden in diverse jaren uitgebracht.
| Jaar | Platform |
| ---- | --- |
| 2009 | Maemo, iPhone |
| 2010 | Android, Symbian, iPad, webOS                                                                                           |
| 2011 | Java 2 Micro Edition, Apple Macintosh, PlayStation Portable PlayStation 3, Microsoft Windows, Windows Phone, webbrowser |
| 2012 | bada |
| 2013 | BlackBerry |

## Ontvangst
| Beoordeeld door                        | Jaar | Platform      | Score |
| -------------------------------------- | ---- | ------------- | ----- |
| Jeuxvideo.com                          | 2011 | PSP           | 90%   |
| OMGN: Online Multiplayer Games Network | 2011 | iPad          | 84%   |
| OMGN: Online Multiplayer Games Network | 2011 | Android       | 84%   |
| OMGN: Online Multiplayer Games Network | 2011 | Windows       | 84%   |
| God is a Geek                          | 2011 | PlayStation 3 | 80%   |
| God is a Geek                          | 2011 | PSP           | 80%   |
| Pocket Magazine / Pockett Videogames   | 2010 | iPhone        | 80%   |
| Pocket Magazine / Pockett Videogames   | 2010 | iPad          | 80%   |
| IGN                                    | 2011 | PSP           | 70%   |
| PCMag.com                              | 2011 | PSP           | 60%   |